# Supercopa Árabe
La Supercopa Árabe era un torneo de fútbol organizado por la UAFA (Union Arab de Football Association) que se disputaba anualmente, tomando parte en ella los equipos campeones y subcampeones de la Liga de Campeones Árabe y de la Recopa Árabe de la temporada anterior. La primera edición de este torneo se celebró en 1992 (no siendo considerada esa primera edición como edición oficial) y la última en 2001.

## Cuadro de Campeones
| Año  | Campeón                  | Subcampeón               |
| ---- | ------------------------ | ------------------------ |
| 1992 | WAC Casablanca Marruecos | Al-Hilal Arabia Saudita  |
| 1995 | Al-Shabab Arabia Saudita | Al-Hilal Arabia Saudita  |
| 1996 | Espérance Túnez          | Al-Riyadh Arabia Saudita |
| 1997 | Al-Ahly · Egipto         | OC Khouribga Marruecos   |
| 1998 | Al-Ahly · Egipto         | Club Africain Túnez      |
| 1999 | MC Oran Argelia          | Al-Jaish SC Siria        |
| 2000 | Al-Shabab Arabia Saudita | Al-Faysali Jordania      |
| 2001 | Al-Hilal Arabia Saudita  | Al-Nassr Arabia Saudita  |

## Títulos por equipos
| Equipo         | País           | Campeonatos | Año        |
| -------------- | -------------- | ----------- | ---------- |
| Al-Ahly        | Egipto         | 2           | 1997, 1998 |
| Al-Shabab      | Arabia Saudita | 2           | 1995, 2000 |
| Al-Hilal       | Arabia Saudita | 1           | 2001       |
| WAC Casablanca | Marruecos      | 1           | 1992       |
| Espérance      | Túnez          | 1           | 1996       |
| MC Oran        | Argelia        | 1           | 1999       |

## Títulos por países
| País           | Campeonatos | Subcampeonatos |
| -------------- | ----------- | -------------- |
| Arabia Saudita | 3           | 4              |
| Egipto         | 2           | -              |
| Túnez          | 1           | 1              |
| Marruecos      | 1           | 1              |
| Argelia        | 1           | -              |
| Jordania       | -           | 1              |
| Siria          | -           | 1              |